# Boeddhologie

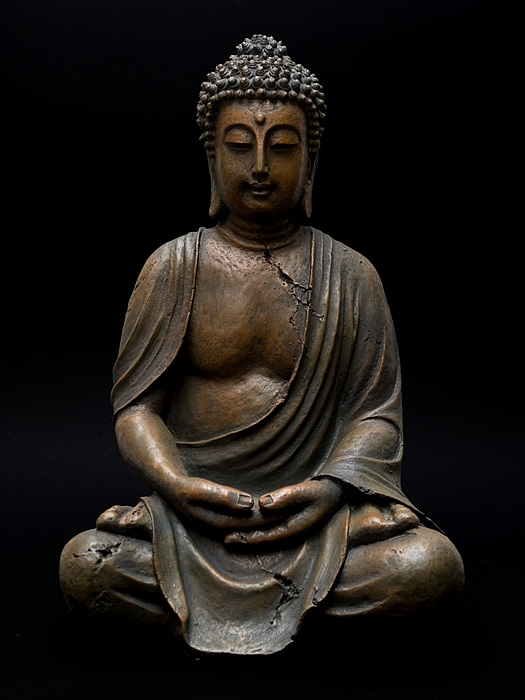
Boeddha

Boeddhologie verwijst naar de wetenschappelijke studie van het boeddhisme.
In tegenstelling tot de judaïstiek of christelijke theologie wordt het veld van de boeddhistische studie vooral gedomineerd door onderzoekers die zelf niet uit een boeddhistische cultuur of traditie komen. De Japanse universiteiten hebben niettemin wel grote bijdragen geleverd, evenals Aziatische emigranten naar westerse landen.
De boeddhologie in het westen houdt zich voornamelijk bezig met de deelgebieden boeddhistische filosofie, filologie, geschiedenis van het boeddhisme, godsdienstgeschiedenis, sociologie en cultuur.
In Nederland is de studie te volgen op de faculteit Geesteswetenschappen van de Universiteit Leiden.